# لئو گودوین
لئو گودوین (انگلیسی: Leo Goodwin Sr.; ۱ ژانویهٔ ۱۸۸۶ – ۱ ژانویهٔ ۱۹۷۱) کارآفرین و نیکوکار اهل ایالات متحده آمریکا بود، که در سال ۱۹۳۶ شرکت بیمه گایکو را تأسیس کرد. این شرکت هم‌اکنون بزرگترین ارائه‌کننده خدمات بیمه خودرو در ایالات متحده می‌باشد.